# Rota (bài thơ)
Rota ("Lời thề") là một bài thơ Ba Lan đầu thế kỷ 20, cũng như một bài quốc ca, từng được đề xuất là quốc ca Ba Lan. Lời của Rota được viết vào năm 1908 bởi nhà hoạt động độc lập Ba Lan, nhà thơ Maria Konopnicka như một cuộc biểu tình chống lại chính sách của Đế quốc Đức các buộc Đức hóa người Ba Lan. Konopnicka đã viết Rota vào năm 1908 khi ở lại Cieszyn. Bài thơ được xuất bản lần đầu tiên trên báo Gwiazdka Cieszyńska vào ngày 7 tháng 11. Âm nhạc được sáng tác hai năm sau đó bởi nhà soạn nhạc, nhạc trưởng và nhà tổ chức buổi hòa nhạc, Feliks Nowowiejski.

## Lịch sử
Bài thơ của Konopnicka ra đời như một cuộc biểu tình chống lại Đế quốc Đức áp bức và đàn áp văn hóa Ba Lan trong chiến dịch chiếm đóng miền tây Ba Lan - vùng đất mà từ nửa sau thế kỷ thứ 18 sau các phân vùng của Ba Lan-Litva đến 1918 dưới tay Phổ - và sau đó, Đức - cai trị. Trong thời cai trị của Phổ và Đức, các nhà lãnh đạo chính trị Đức như Otto von Bismarck, Eugen von Puttkammer và các nhà tư tưởng lile Edwart Hartmann đã vận động chính sách "ausrotten" (tiếng Đức để tiêu diệt) Ba Lan  và Rota đã được viết như một bài trả lời cho chiến dịch này . Từ ausrotten sau đó được Đức Quốc xã sử dụng để chống lại người Do Thái, và nó có nghĩa là sự hủy diệt, như "ausrotten", khi được sử dụng trong bối cảnh với mọi thứ có nghĩa là chúng phá hủy hoàn toàn những thứ đó thông qua việc giết chóc.
Rota lần đầu tiên được hát công khai trong một cuộc biểu tình yêu nước ở Kraków vào ngày 15 tháng 7 năm 1910, được tổ chức để kỷ niệm 500 năm chiến thắng Ba Lan-Litva trước Hiệp sĩ Teutonic trong Trận Grunwald. Bài quốc ca nhanh chóng trở nên phổ biến trên khắp Ba Lan. Cho đến năm 1918, Rota là quốc ca của phong trào Hướng đạo Ba Lan.  Chính phủ sau năm 1926 do Józef Piłsudski lãnh đạo đã xem xét một số bài thơ khác nhau cho một bài quốc ca. Quyền chính trị, coi đề xuất We Are the First Brigade của quân đoàn Pilsudski như một đảng phái và thiếu sáng suốt đối với Poland Is Not Yet Lost, đã đề xuất "Rota", liên quan đến các cuộc đấu tranh chống Đức từ cuối thế kỷ 19, như một Quốc ca.
Trong thời kỳ Đức chiếm đóng Ba Lan trong Thế chiến II, vào đêm 11 tháng 11 năm 1939 (Ngày quốc khánh Ba Lan), tại Zielonka, một thị trấn ở ngoại ô Warsaw, các trinh sát của Hiệp hội Hướng đạo Ba Lan đã dán các áp phích với dòng chữ bài thơ trên các bức tường của các tòa nhà. Để trả thù, các lực lượng chiếm đóng của Đức đã thực hiện một cuộc hành quyết 9 trinh sát và các cư dân khác trong thị trấn.  Cộng sản cũng giữ lại quốc ca cũng như "Rota", biến nó thành quốc ca chính thức của Sư đoàn bộ binh Tadeusz Kościuszko số 1.
Sau năm 1989, Rota trở thành quốc ca chính thức của Đảng Nhân dân Ba Lan. Cho đến năm 2003, giai điệu của bài quốc ca đã được phát sóng bởi tháp chuông Gdańsk và là chủ đề đặc trưng của các đài truyền hình TVP Poznań và TVP Gdańsk. Năm 2010, Rota và tác giả của nó, Konopnicka đã được vinh danh bởi một nghị quyết đặc biệt của Sejm Ba Lan.  Nó cũng được dùng làm quốc ca của Vùng lãnh thổ quốc gia Ba Lan. 

## Văn bản và bản dịch

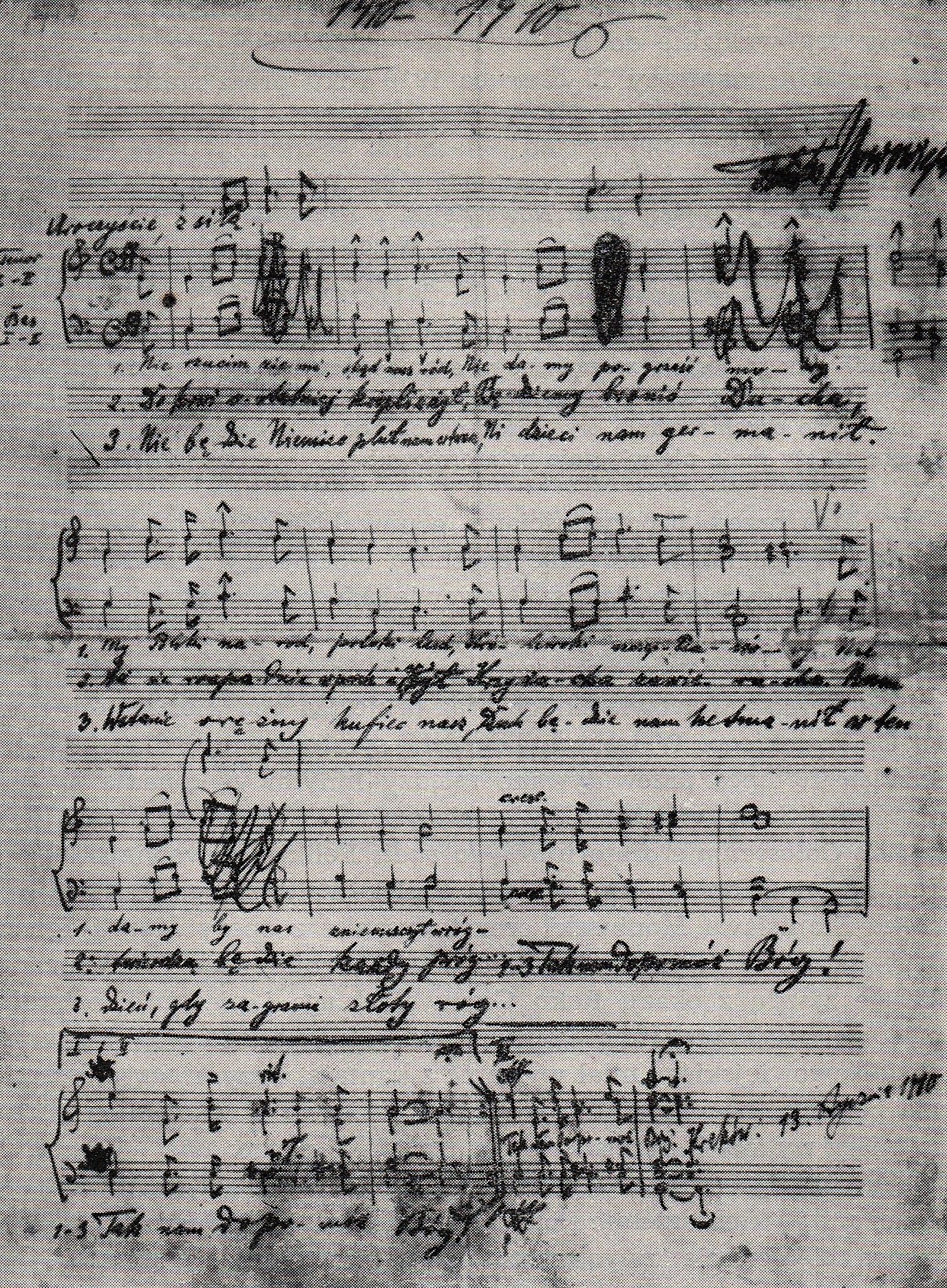
Bản thảo âm nhạc của Rota của Feliks Nowowiejski, từ bộ sưu tập Thư viện Jagiellonia.

| Nie rzucim ziemi, skąd nasz ród. Nie damy pogrześć mowy. Polski my naród, polski lud, Królewski szczep piastowy. Nie damy, by nas gnębił wróg. Tak nam dopomóż Bóg! Do krwi ostatniej kropli z żył Bronić będziemy Ducha, Aż się rozpadnie w proch i w pył Krzyżacka zawierucha. Twierdzą nam będzie każdy próg. Tak nam dopomóż Bóg! Nie będzie Niemiec pluł nam w twarz Ni dzieci nam germanił, Orężny wstanie hufiec nasz, Duch będzie nam hetmanił. Pójdziem, gdy zabrzmi złoty róg. Tak nam dopomóż Bóg! Nie damy miana Polski zgnieść Nie pójdziem żywo w trumnę. Na Polski imię, na jej cześć Podnosim czoła dumne, Odzyska ziemię dziadów wnuk. Tak nam dopomóż Bóg! | Chúng tôi sẽ không từ bỏ vùng đất mà chúng tôi đến, Chúng tôi sẽ không để lời nói của mình bị chôn vùi. Chúng tôi là quốc gia Ba Lan, người Ba Lan, Từ dòng dõi hoàng tộc của Piast. Chúng tôi sẽ không để kẻ thù áp bức chúng tôi. Vì vậy, hãy giúp chúng tôi Thiên Chúa! Đến giọt máu cuối cùng trong huyết quản của chúng tôi Chúng tôi sẽ bảo vệ tinh thần của chúng tôi Cho đến bụi và tro sẽ rơi, Cơn bão của trật tự Teutonic. Mỗi cánh cửa sẽ là một pháo đài. Vì vậy, hãy giúp chúng tôi Thiên Chúa! Người Đức sẽ không nhổ vào mặt chúng tôi, Cũng không Đức hóa con của chúng tôi, Người hùng của chúng tôi sẽ đứng dậy trong vòng tay mọi người, Tinh thần sẽ dẫn đường. Chúng ta sẽ vùng lên khi tiếng còi vàng vang lên. Vì vậy, hãy giúp chúng tôi Thiên Chúa! Chúng tôi sẽ không có tên Ba Lan bị phỉ báng, Chúng tôi sẽ không bước vào một ngôi mộ. Trong tên gọi của Ba Lan, trong sự vinh danh Chúng tôi nâng trán một cách tự hào, Cháu trai sẽ lấy lại đất của cha ông mình Vì vậy, hãy giúp chúng tôi Thiên Chúa! |
| | |